# Shanglin
Shanglin är ett härad som lyder under Nannings stad på prefekturnivå i den autonoma regionen Guangxi i sydligaste Kina.